# HMS Java (1811)
Pour les autres navires du même nom, voir HMS Java et La Renommée.
La HMS Java est une frégate de 5e rang de la Royal Navy, qui servit d'abord dans la marine impériale française sous le nom de Renommée, avant sa capture le 20 mai 1811 par l'USS Constitution.

## Fiction
La capture de la Java est narrée dans le sixième tome des Aubreyades, Fortune de guerre.